# Miguel Ángel Hernández
Miguel Ángel Hernández Navarro (Murcia, España, 10 de junio de 1977) es un escritor e historiador del arte español, profesor de la Universidad de Murcia.

## Biografía
Doctor en Historia del Arte por la Universidad de Murcia (2006), donde es Catedrático en el Departamento de Historia del Arte. Fue subdirector (2003-2006) y director (2007-2010) del CENDEAC (Centro de Documentación y Estudios Avanzados de Arte Contemporáneo) y ha sido Research Fellow del Clark Art Institue (Williamstown, Massachusetts, 2010) y Society Fellow de la Society for the Humanities de Universidad de Cornell (Ithaca, New York, 2015-2016). Su novela El dolor de los demás recibió el premio a la mejor novela murciana en 2019 y fue considerada por Librotea El País como una de las mejores novelas españolas de 2018.

## Publicaciones

#### Narrativa
- Infraleve: lo que queda en el espejo cuando dejas de mirarte. Murcia, Editora Regional. Colección Textos Jóvenes, 2004.
- Demasiado tarde para volver. Murcia, Tres Fronteras, 2008.
- Cuaderno [...]duelo. Murcia, Nausicaa, 2011.
- Intento de escapada. Barcelona, Anagrama, 2013. Premio Ciudad Alcalá de Narrativa (2014). Premio La Culturería.[6]Traducida al francés (Seuil), inglés (Hispabooks), italiano (E/O Edizioni) y alemán (Wagenbach).
- El instante de peligro. Barcelona, Anagrama, 2015. Finalista Premio Herralde de Novela. Finalista del Premio de la Crítica 2015.[6]
- El dolor de los demás. Barcelona, Anagrama, 2018. Finalista Premio del Gremio de Libreros de Madrid.[6] Premio Libro Murciano del Año 2018. Traducida al francés (Éditions Globe).
- Demasiado tarde para volver (edición ampliada). Ril Ediciones, Santiago de Chile, 2019.
- Anoxia. Barcelona, Anagrama, 2023. Premio Libro del Año Región de Murcia (2024). Traducida al inglés (Other Press).

#### Diarios
- Presente continuo (Diario de una novela). Murcia, Balduque, 2016
- Diario de Ithaca. Murcia, Fundación Newcastle, 2016.
- Aquí y ahora. Diario de escritura. Madrid, Fórcola, 2019.
- Tiempo por venir. Diario de escritura. Madrid, Fórcola, 2024.

#### Ensayo
- Impurezas: el híbrido pintura-fotografía, con Pedro A. Cruz. Murcia, Comunidad Autónoma de la Región de Murcia, 2004)
- La so(m)bra de lo real: el arte como vomitorio (Valencia, Alfons el Magnànim, 2006)
- Eso lo puedo hacer yo: Hacia una redefinición institucional del arte contemporáneo. Murcia, Nausicaa, 2007.
- El archivo escotómico de la Modernidad: pequeños pasos para una cartografía de la visión, Madrid, Ayuntamiento de Alcobendas, 2007.
- 2Move: Video Art Migration, con Mieke Bal. Murcia, Cendeac, 2008.
- Robert Morris. San Sebastián, Nerea, 2010.
- Materializar el pasado. El artista como historiador (benjaminiano). Murcia, Micromegas, 2012.
- El arte a contratiempo. Historia, obsolescencia, estéticas migratorias. Madrid, Akal, 2020.
- El don de la siesta. Barcelona, Anagrama, 2020.
- Yo estoy en la imagen. Barcelona, Acantilado, 2024.

#### Ediciones
- Cartografías del cuerpo: la dimensión corporal en el arte contemporáneo. P. A. Cruz Sánchez y Miguel Á. Hernández-Navarro (eds.), Murcia, Cendeac, 2004.
- La práctica de la crítica: el artista y el escritor como críticos de arte, P. A. Cruz Fernández y Miguel Á. Hernández-Navarro (eds.), Murcia, Asociación Murciana de Críticos de Arte, 2006.
- Heterocronías: tiempo, arte y arqueologías del presente, Murcia, Cendeac, 2008.
- Art and Visibility in Migratory Culture, Mieke Bal y Miguel Á. Hernández-Navarro (eds.), Ámsterdam, Rodopi, 2011.
- Contratiempos: gramáticas de la temporalidad en el arte contemporáneo, A. García Alarcón, I. Durante Asensio y Miguel Á. Hernández (eds.), Murcia, Cendeac, 2015.